# Синдикализм
Синдикали́зм — тип экономической системы, форма социализма, гипотетическая замена капитализму. Согласно данной концепции рабочие, промышленные отрасли и организации должны быть систематизированы в конфедерации или синдикаты. По взглядам её приверженцев, это система экономической организации, в которой промышленность находится во владении и под управлением рабочих.
Синдикализм предлагает наличие нескольких кооперативных производительных органов, состоящих из специалистов и представителей рабочих, в каждой отрасли, которые должны заниматься обсуждением и управлением экономикой.
По мнению сторонников, профсоюзы являются потенциальным средством для уничтожения трудовой аристократии и управления обществом в интересах информированного и обученного большинства, через профсоюзную демократию. Промышленность в синдикалистской системе должна регулироваться через кооперативные конфедерации и взаимную помощь. Местные синдикаты могут взаимодействовать с остальными синдикатами через Bourse du Travail (обмен труда), который будет коллективно определять распределение биржевых товаров.
Термин «синдикализм» также используется по отношению к политическому движению и тактике осуществления этого социального устройства, обычно излагаемой в теориях анархо-синдикализма и делеонизма. Она нацеливается на всеобщую забастовку, полный отказ рабочих от их нынешнего положения, переходящего впоследствии в организацию в конфедерации профсоюзов, таких как Национальная конфедерация труда. На протяжении истории развития синдикализма его реформистские течения были отодвинуты на второй план революционными, которые представляла, например, Федерация анархистов Иберии Национальной конфедерации труда.

## Синдикализм и анархо-синдикализм
Синдикализм можно разделить на два основных лагеря: чисто экономический, следуя примеру итальянского USI (Unione Sindacale Italiana), крупнейшего итальянского синдикалистского объединения в 1920 году, участвовавшего в красном двухлетии, и анархо-синдикализм CNT (Национальная конфедерация труда), предпринимавшей как политические, так и экономические действия, желавшей контролировать как рабочее место, так и политическую жизнь, в то время как традиционный синдикализм фокусировался только на экономике.
Хотя термины «анархо-синдикализм» и «революционный синдикализм» часто взаимозаменяемы, название «анархо-синдикализм» широко не использовалось до ранних 1920-х годов (многие относят авторство термина Сэму Мэинворингу. «Термин „анархо-синдикалист“ начал широко употребляться в 1921—1922 годах, когда он был полемически использован в качестве уничижительного названия коммунистами по отношению к любым синдикалистам […] которые протестовали против усиливающегося контроля коммунистических партий над синдикалистским течением».
Традиционно революционный политический синдикализм за авторством таких лиц, как Рудольф Рокер (часто называемый отцом анархо-синдикализма), затмил реформистский экономически-ориентированный синдикализм.
Смежными теориями являются анархизм, марксизм, коммунизм, социализм и национал-синдикализм.

## История
Синдикализм возник в конце XIX в. в тех странах, где наряду с крупными промышленными предприятиями существовало в то время большое число кустарных и полукустарных предприятий и где была сильна в рабочем классе мелкобуржуазная прослойка — во Франции, Италии, Испании, Швейцарии, государствах Латинской Америки. Наибольшего развития синдикализм достиг в начале XX в., чему в значительной мере способствовало разочарование рабочих в реформизме большинства лидеров социалистических партий.